# 马克·叶利扎罗夫

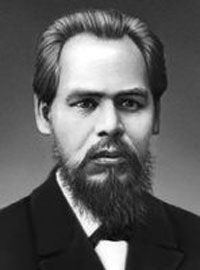
1918年的马克·叶利扎罗夫

马克·季莫费耶维奇·叶利扎罗夫（俄語：Марк Тимофеевич Елизаров；1863年3月22日—1919年3月10日），俄罗斯革命家、政治家。他出生于萨马拉。1898年，加入俄国社会民主工党。1903年，成为布尔什维克。1917年十月革命后，任苏维埃俄国首任铁道人民委员。他在彼得格勒逝世。他的妻子安娜·叶利扎罗娃-乌里扬诺娃是弗拉基米尔·列宁的姐姐。